# CSI: Киберпространство (1-й сезон)
 Первый сезон американского драматического телесериала «CSI: Киберпространство» премьера которого состоялась на канале CBS 4 марта 2015 года, а заключительная серия вышла 13 мая 2015 года. Общее количество серий в сезоне тринадцать.

## Сюжет
Технологии изменили наш мир до такой степени, что безликие преступники совершают злодеяния глобального масштаба одним нажатием кнопки. Специальный агент Эвери Райан должна раскрывать преступления, которые зарождаются в головах, происходят онлайн и отражаются на реальном мире.

## В ролях

### Основной состав
- Патрисия Аркетт - специальный агент Эйвери Райан, бывший психолог, компьютер которого был взломан, доступ к данным включал конфиденциальные файлы пациентов.
- Джеймс Ван Дер Бик - агент ФБР Элайджа Мундо
- Хейли Кийоко - Рейвен Рамирес, аналитик ФБР и бывший хакер в черной шляпе.
- Чарли Кунц - Дэниел Крумиц, специальный агент ФБР и технический специалист.
- Bow Wow - Броуди "Детское Личико" Нельсон, аналитик ФБР и бывший хакер в черной шляпе.
- Питер Макникол - помощник директора Ставрос Сифтер

## Эпизоды
| № общий | № в сезоне | Название                                  | Режиссёр          | Автор сценария                                    | Дата премьеры  | Произв. код | Зрители в США (млн) |
| ------- | ---------- | ----------------------------------------- | ----------------- | ------------------------------------------------- | -------------- | ----------- | ------------------- |
| 1       | 1          | «Похищение 2.0» «Kidnapping 2.0»          | Эгиль Эгилссон    | Кэрол Мендельсон & Энтони Е. Зуикер & Энн Донахью | 4 марта 2015   | 101         | 10,46               |
| 2       | 2          | «CMND: \ авария» «CMND:\Crash»            | Джефф Т. Томас    | Крэйг О’Нилл & Пэм Визи                           | 11 марта 2015  | 102         | 9,71                |
| 3       | 3          | «Убийца по маршруту» «Killer En Route»    | Ричард Дж. Льюис  | Кэйт Сарджент & Мэтт Уитни & Томас Хопп           | 18 марта 2015  | 103         | 7,96                |
| 4       | 4          | «Пожарный код» «Fire Code»                | Ховард Дойч       | Мэтт Уитни                                        | 25 марта 2015  | 104         | 8,16                |
| 5       | 5          | «Краудсорсинг» «Crowd Sourced»            | Эрик Ла Саль      | Крэйг О’Нилл                                      | 8 апреля 2015  | 105         | 8,25                |
| 6       | 6          | «Злой близнец» «The Evil Twin»            | Роб Бэйли         | Пэм Визи                                          | 15 апреля 2015 | 106         | 8,12                |
| 7       | 7          | «Адрес, прерывается» «URL, Interrupted»   | Кейт Дэннис       | Кэйт Сарджент                                     | 21 апреля 2015 | 107         | 8,42                |
| 8       | 8          | «Селфи 2.0» «Selfie 2.0»                  | Эгиль Эгилссон    | Энтони Е. Зуикер                                  | 22 апреля 2015 | 108         | 8,27                |
| 9       | 9          | «L0m1S» «L0m1S»                           | Нэйтан Хоуп       | Брэндон Гуерсио                                   | 29 апреля 2015 | 109         | 7,23                |
| 10      | 10         | «Нажмите на свой яд» «Click Your Poison»  | Дермотт Даунс     | Дениз Хан                                         | 6 мая 2015     | 110         | 7,33                |
| 11      | 11         | «Призрак в машине» «Ghost in the Machine» | Алекс Закржевский | Карли Сотерас & Ричард Каталани                   | 12 мая 2015    | 111         | 8,66                |
| 12      | 12         | «Шаг за шагом» «Bit by Bit»               | Аарон Липстадт    | Томас Хоппе                                       | 13 мая 2015    | 112         | 6,68                |
| 13      | 13         | «Семейные тайны» «Family Secrets»         | Антон Кроппер     | Крэйг О’Нилл & Пэм Визи & Мэтт Уитни              | 13 мая 2015    | 113         | 6,68                |